# Club Amigos de la Montaña
El Club Amigos de la Montaña es una organización civil sin fines de lucro, con base en la ciudad de Salta, Provincia de Salta, Argentina, que fomenta las actividades de montañismo.

## Historia
La fundación del club se realizó en el año 1949, comenzando la idea de conformar el club como se comenta a continuación:

Eran las 15 del 30 de enero de 1949, cuando Miguel Salóm le propuso a Juanito Fadel:
-"Te voy a hacer una proposición macanuda", saco un mapa y casi acariciándolo dijo:  
-"Este es el Cerro Crestón, te propongo hagamos una expedición hasta ese cerro, será algo tremendo e inolvidable,  viviremos emociones todavía desconocidas y nuestros viejos sueños estarán cumplidos",    y Juanito contestó:  

-"No pudiste tener una idea mejor".

Y el resto de la tarde se pasó pensando que el compromiso que habían sellado era una empresa difícil. 
Pensamientos lo acompañaron todavía aquella noche y algunos días más, sin imaginar siquiera que un viaje había de convertirse en tantos otros, hasta llevarlos a conocer casi toda la Cordillera Argentina, a vivir las aventuras más inverosímiles y a fundar el 3 de febrero de 1956 el "Club Amigos de la Montaña". 
Sus fundadores, los pioneros: Salim, Mondada, Cortez, Salom, Fortuny, García, Madeo y Juanito Fadel. Y de esa manera el Club Amigos de la Montaña comienza sus innumerables actividades.La gente empezó a reconocer el fruto del esfuerzo, y el sacrificio de un núcleo de hombres que hicieron patria sin esperar reconocimiento.
- La extraordinaria hazaña cumplida el 26 de enero de 1952, en el Aconcagua que les valiera el "Cóndor de Oro" a Luis Madeo, Pablo García y por supuesto a Juanito, según reza la disposición gubernamental de la época.

- En 1981 el Club realiza la marcha hacia la frontera, un homenaje de reafirmación patriótica...

- Flavio Lisi fue el primer salteño que conformara una expedición íntegramente argentina que coronara por primera vez un ochomil en el Himalaya, el Cerro Xixa Pargma de 8.012 m s. n. m., el 22 de mayo de 1993.

- 1996: el CAM cumplía 40 años, 40 años donde miles de jóvenes compartieron la camaradería en la amplitud áspera y luminosa de la montaña, donde el club se dio a conocer no solo en la provincia de Salta sino a lo largo de toda la Argentina y en las cumbres más elevadas de otros continentes.

- 2006: 50 Años, el club continua con la misma esencia que le dio forma, bajo el mismo lema: "Lo mejor para el compañero".

"Se trata de intentar volar mas alto que el cóndor, con nuestras propias alas, para ver y sentir donde nace el viento; soñar con los ojos abiertos el más bello paisaje y tocar por fin con las manos nuestra propia cumbre, la que llevamos dentro " (Andrea Pietro-guía de montaña).

## Especialidades deportivas
- Campamentismo
- Excursionismo
- Trecking
- Bicicleta de Montaña
- Escalada (hielo, roca, o mixta)
- Media Montaña (inferior a 5000 m s. n. m.)
- Alta Montaña (superior a 5000 m s. n. m.).